# 围攻西德尼街

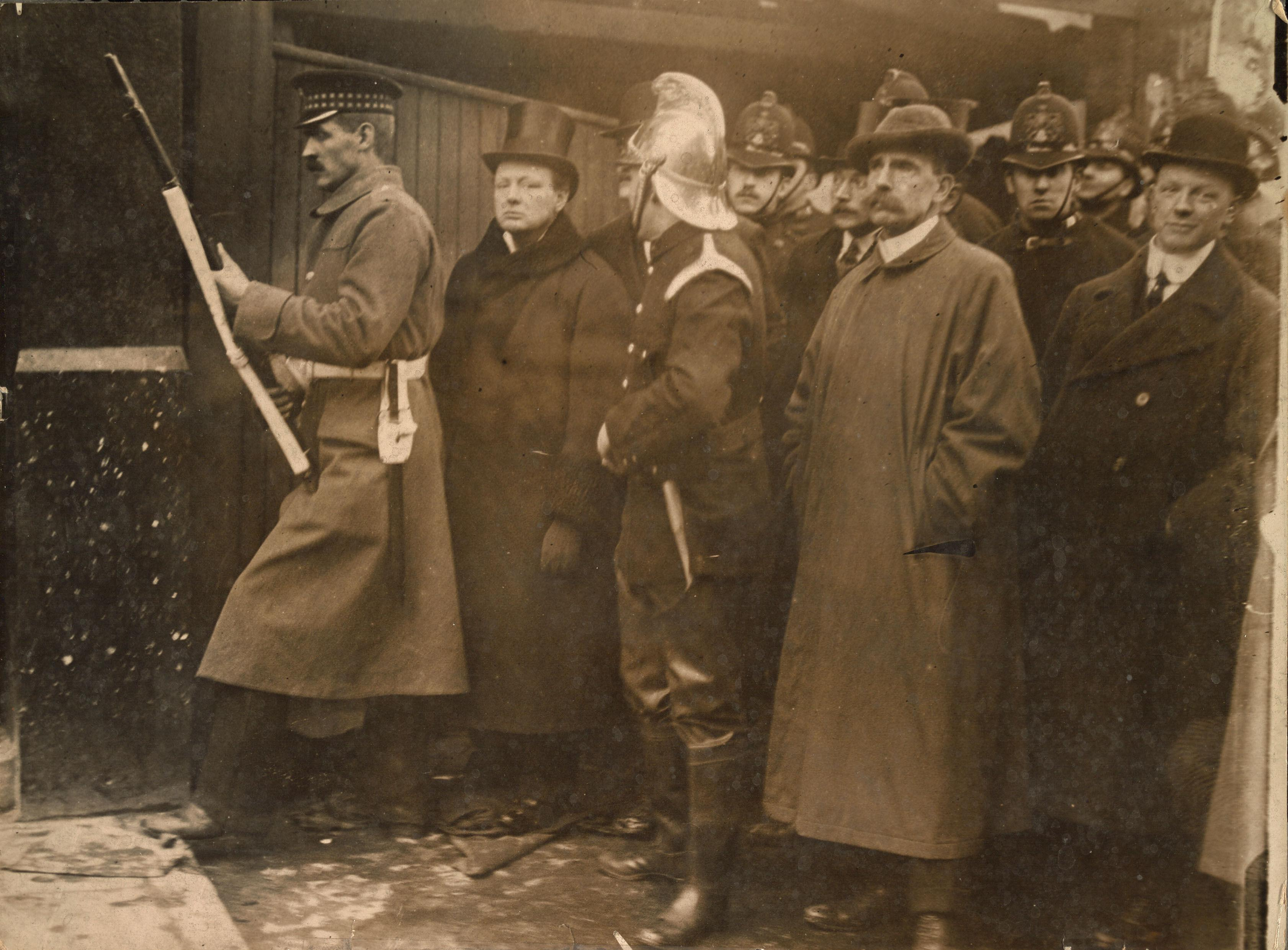
时任内政大臣的温斯顿·丘吉尔（左二）在事件现场视察

悉尼街之围（英語：Siege of Sidney Street），亦称斯特普尼之战（ Battle of Stepney），是指1911年1月3日英国伦敦警方和军队与两名拉脱维亚搶匪在伦敦东区爆发的枪战。槍戰源於兩名東歐搶匪於1910年12月企圖搶劫伦敦沟渠街一间珠宝店，结果導致三名警察殉職，另外两名警察和拉脱维亚黑帮头目乔治·加尔斯坦负伤。
伦敦市警察部队和警察厅的调查确认了加尔斯坦的同伙，他们均在两个星期内被一网打尽。警方获悉帮派剩下两名成员藏匿在斯特普尼西德尼街100号。1911年1月3日早上，警方疏散附近的当地居民，隨即展开交火。由于配备的武器装备不足以應付，警方寻求军队的救助。围攻大约持续了六个小时。在对峙快接近尾声时，大楼起火，但其原因尚未确认。火势得到控制时，大楼内一名闹事者被击毙。伦敦消防局给废墟灭火时，找到两具尸体，但大楼坍塌造成消防员总监查尔斯·皮尔逊身亡。
此次围攻标志着伦敦警方首次请求军队协助处理武装对峙，也是英国首场被（百代新闻社）摄像机记录下的围攻。部分镜头出现了时任内政大臣温斯顿·丘吉尔的图像。他在事件中的参与程度引发了政治纠纷。1911年5月，沟渠街珠宝店枪击案被捕人士受审，所有被告被判无罪，唯一一项罪名日后在上诉中被推翻。事件被拍成虚构电影《擒凶记》（1934）《西德尼街之围》（1960），还被写成小说。
作为事件的一百周年纪念，西德尼街的两幢高层建筑被以画家彼得命名。这位帮派的未成年成员或许没有现身沟渠街或西德尼街。牺牲的警察和消防员都被人用牌匾纪念。

## 背景

### 伦敦移民
19世纪的沙皇俄国是大约500万犹太人的家乡，因此成为当时最大的犹太人社区。饱受宗教迫害和暴力屠杀，1875年到1914年间，约15万移民抵达英国，其中大部分人前往英格兰。移民潮于19世纪90年代达成巅峰，其中大部分是穷人或没有一技之长人士的大量犹太移民定局伦敦东区。部分地区几乎被犹太移民完全占据，1900年的一项研究表明沟渠街和白教堂都是公认的犹太人聚居区”。
侨民中不乏革命人士，他们当中有许多人无法适应伦敦政治压迫少的生活。社会历史学家威廉·费什曼写道：尽管术语“社会主义”和“无政府主义”被英国媒体在思想上混为一谈，交替使用两词指代怀揣革命信念的人士，但“疯狂的无政府主义者几乎被接受为东区景观的一份子”。《泰晤士报》一篇社论指出，白教堂地区是“藏着一些寻求我们热情好客接待的最顽劣无政府主义者和罪犯，这些人都拿着真刀真枪。”
世纪之交，白教堂和阿尔德门区比萨拉比亚群体和敖德萨难民经常爆发帮派战争，该地区的各类革命派也甚是活跃。1909年1月，伦敦两名俄国革命派保罗·海尔弗尔德（Paul Helfeld）和雅各布·莱皮杜斯（Jacob Lepidus）企图抢劫装有工资的面包车，造成2人死亡，20人伤，引发托特纳姆暴乱。事件采用了俄国革命团体惯用的战术：征用或盗窃财产资助激进派活动。
流亡分子大量涌入以及与之相关的暴力犯罪快速攀升，导致报刊的关注和评论高涨。政府通过1905年移民法案，试图减少移民数量。当时大众媒体的观点不一，《曼彻斯特晚间纪事报》（Manchester Evening Chronicle）支持法案禁止“航脏、贫困、病态、长虫且犯罪的外国人倾倒在我们的土地上”。记者罗伯特·文德尔在他英国移民考试中发表意见称，法案“正式制裁一触即发的排外发射”。

### 拉脱维亚流亡帮
到1910年，俄罗斯流亡者经常在斯特普尼租庇利街（Jubilee Street）的无政府主义者聚会。许多成员并不是无政府主义，而俱乐部成为了俄罗斯海外流散侨民的会面和社会活动场所，其中大多数人是犹太人。参与沟渠街和西德尼街事件的一群拉脱维亚人并非无政府主义者，尽管从他们的财物中发现了无政府主义文学。该小队的成员很可能是在俄罗斯被激化的革命分子。所有人持有激进左翼政治观点，认为征用私人财产是一种有效做法。
团伙疑似头目叫乔治·加尔斯坦（George Gardstein），本名或为波罗斯基（Poloski）或波罗卡（Poolka），但他用过加斯汀（Garstin）、波罗斯基、波罗卡、默里密茨（Mourimitz）、穆里维茨（Maurivitz）、莫罗泽夫（Morountzeff）、米洛维茨（Milowitz）、莫林特茨（Morintz）、莫兰（Morin）和列维（Levi）。加尔斯坦可能是一位无政府主义者，抵达伦敦前曾于1905年华沙被指控犯有谋杀和恐怖主义行为。
雅各布（或雅科夫）·彼得斯，在俄罗斯当兵时是一名闹事者，后来去当造船厂工人，坐过牢，受过哥萨克人摘手指甲的酷刑后逃到英国。
弗里茨·斯瓦拉斯（Eritz Svaars）因恐怖主义罪名三度被俄罗斯当局逮捕，但每次都逃脱了。1910年6月抵达伦敦之前，他曾在美国犯下一连串抢劫案。
另一位成员是绰号“画家彼得”的神秘人，真名可能为彼得·皮亚克托（或皮亚科夫、皮亚特科夫或皮亚克托夫）或贾尼斯·扎克利。伯纳德·波特（Bernard Porter）在《国家人物传记大辞典》概述中写道，这位无政府主义者身世的确切细节不得而知“他的传记没有任何完全可靠的事实”。
威廉（或约瑟夫）·索科洛夫（或索科洛）是拉脱维亚人，1905年在里加因谋杀和盗窃被捕，后前往伦敦。
卡尔·霍夫曼（Karl Hoffman），本名阿尔弗雷德·迪尔科尔（Alfred Dzircol），数年间曾参与革命和犯罪活动，包括走私军火。他在伦敦当油漆匠。
约翰·罗森（John Rosen），本名约翰·泽林（John Zelin）或泰林（Tzelin），1909年从里加来到伦敦，当过理发师。
马克斯·斯莫勒（Max Smoller），又名乔·列维（Joe Levi）和“犹太人的约瑟夫”（Josepf the Jew），他在家乡克里米亚因犯下数起劫案而被通缉。

### 首都警力
根据《1829年大都会警察法案》和《1839年伦敦市警察法案》，城中部署着两支警察部队，一支是管辖首都大部分地区的伦敦警察厅，另一支是负责历史城区执法的伦敦市警察。1910年12月沟渠街事件落入到伦敦市警察的管辖范围内。两支部队均受时年36岁的内政大臣温斯顿·丘吉尔的政治控制。
两支警察正常执法过程中，仅有一支短木质警棍作为保护。面对西德尼街一案中的持枪对手时，警方会配备韦伯利或公牛犬左轮手枪、霰弹枪和点22莫里斯枪管的小口径步枪，其中小口径步枪在小型室内走廊枪击案中更为常见。

## 沟渠街谋杀案

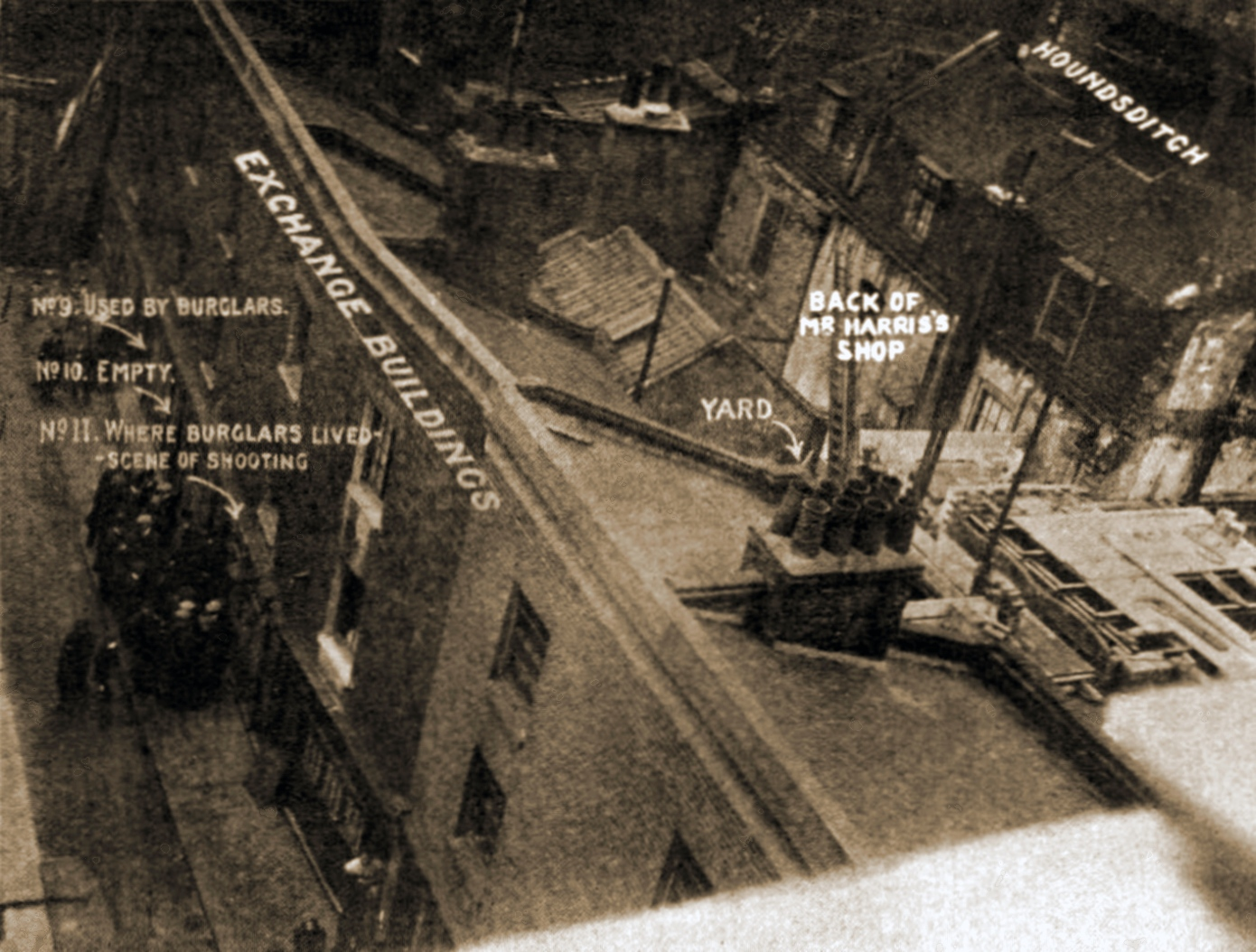
案发现场照片，一群警察在背对着沟渠街商店门面后的交易大楼外。

1910年12月，化名乔·列维的斯莫勒造访了背靠沟渠街众多地产的小死胡同处的交易大楼（Exchange Buildings），租下大楼11号。时隔一周，斯瓦拉斯（Svaars）租下9号房一个月，聲稱是要用来放东西。流亡帮没有租下正对他们的目标，即正正位處在亨利·塞缪尔·哈里斯（Henry Samuel Harris）在沟渠街119号开的珠宝店后部的10号房。珠宝店的保险箱据称装着价值两三万英镑的珠宝。哈里斯的儿子后来说，总值仅为7000镑左右。之后两个星期，团伙买下各式各样必备装备，其中有一个长18.25米的印度产橡胶煤气软管、一个压缩媒体汽缸和一个包含金刚石焊接钻头的工具包。
除了加尔斯坦，1910年12月16日出现在沟渠街的所有黑帮成员身份都经确认。伯纳德·波特在写《国家人物传记大辞典》时，认为被破壞他们盗窃計劃的警察所击毙的索科洛夫和彼得斯有可能也露面。彼得斯认为画家彼得那晚没在店内，而记者J·P·埃迪（J.P. Eddy）认为斯瓦拉斯也在场。曾写下事件历史的前警察唐纳德·伦比洛（Donald Rumbelow）认为在场的有加尔斯坦、斯莫勒、彼得斯和杜波夫，他们带上包括索科洛和斯瓦拉斯在内的第二小队，以防工作要持续到第二天。伦比洛也认为画家彼得和妮娜·瓦西列娃（Nina Vassilleva）在案件中要么负责把风，要么起不为人知的作用。
12月16日，从交易大楼11号后面的小院出发的一行人，打破了珠宝店后面的墙。10号自12月12日起空置。当晚10点左右，马克斯·威尔（Max Weil）回到家中，听到从隔壁传出的奇怪噪音。在屋外，威尔找到所属管区的警员派珀（Piper）。派珀检查了沟渠街118号和121号，听到噪音，觉得不寻常而进一步调查。11点，他敲了敲唯一后面亮着灯的交易大楼11号的门。门打开的样子十分鬼祟，派珀立马警觉起来。为了不引起开门人注意，派珀问他“你老婆在不在？”男子用粗獷的英文回应警察，“她出去了｡”，警察便说“之后再来｡”。

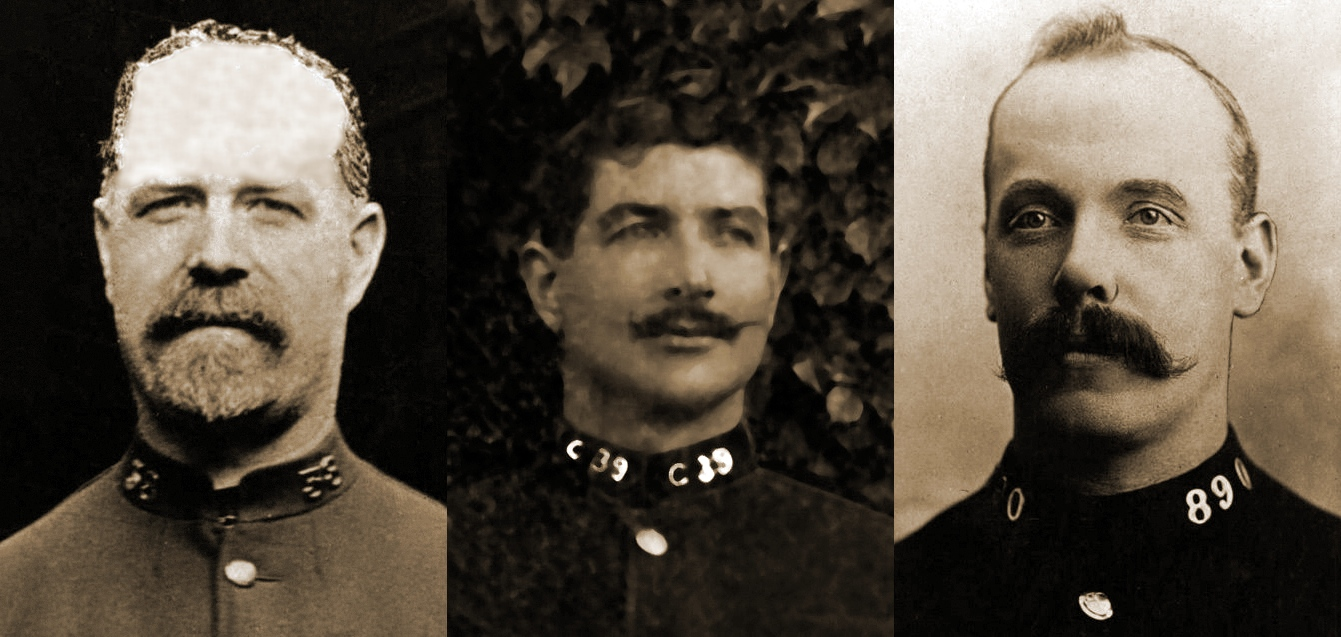
警长塔克、宾利和警员切特于1910年12月16日执勤时遇害。

据派珀报告，他离开交易大楼回到沟渠街时，看到死胡同阴影中有个男人形迹诡异。派珀接近他时，他逃开了。后来，派珀形容他大约1米7高，头发灰白。派珀来到沟渠街，去到附近的主教门警察局（Bishopsgate Police Station）时，看到两名其他辖区的警员伍德汉斯（Woodhams）和乔特（Choate）盯着沟渠街120号和交易大楼11号。到11点30分，七名制服和两名便衣警察聚集在案发现场，均配有木质警棍。主教门警察局的本特利（Bentley）警长敲开11号门，却没意识到派珀已经做过相同的事，此举无疑惊动了匪徒。应门的是加尔斯坦。之前本特利问他有没有在这工作的，他没有回应。本特利再问他有没有接待说英语的人，加尔斯坦本开着门，消失在屋内。本特利带着布莱恩特警长（Bryant）和警员伍德汉斯进入大厅，看到他的裤腿底部。很快，他们便意识到有人在楼梯盯着他们。警察问男子能不能去房子后院，男子同意。本特利往前走，一名匪徒一边开后门逃跑，一边以手枪開火，楼梯上的人也开火。本特利肩膀和脖子中弹，第二轮交锋脊椎遭重创。布莱恩特肩膀和胸部中弹，伍德汉斯腿部受伤之余还断了股骨，两人都倒在地上。尽管两人也活了下来，但没能彻底痊愈。
匪徒离开大楼，逃进死胡同，其他警察上前阻止。警长查尔斯·塔克尔（Charles Tucker）中了彼得斯的两枪，一枪擊中臀部，另一枪則擊中了心脏，他当场死亡。乔特扑向加尔斯坦，夺去了他的枪，但俄罗斯人朝乔特的腿部开枪。其他匪徒冲上前帮助加尔斯坦，期间朝乔特开了12枪，但同時也误伤了加尔斯坦。警察倒地，加尔斯坦被彼得斯在内的同伙拖走。这些人得到一名神秘女子的帮助，得以和加尔斯坦逃跑。路过的艾萨克·利维（Isaac Levy）上前搭讪，匪徒的枪口把他吓得不轻。他是唯一目击逃跑的人，能提供可靠的细节。其他目击者确信他们看到的一伙人是三名男子和一名女子，认为其中一名男子喝醉酒，需要同伴帮助。彼得斯等人前往斯瓦拉斯和画家彼得在金融街旁格鲁夫街（现戈德林街）59号的住所，两名同伙卢巴·米尔斯坦（Luba Milstein，萨瓦拉斯的情妇）和萨拉·特拉松斯基（Sara Trassjonsky）负责照料加尔斯坦。把加尔斯坦放上床后，彼得斯把他的德莱赛手枪留在床底下，让伤者看上去要么像杀害塔克的凶手，要么让他为可能到来的警察作反抗的準備。
其他警察抵达沟渠街，开始照顾伤者。塔克的尸体被送上出租车，带到白教堂路伦敦医院（现皇家伦敦医院）。切特也被带到同一间医院療傷，但他在12月17日凌晨5点半离世。宾利被带到圣巴多罗买医院。抵达时他处于半昏迷状态，但伤势不重，能够和怀孕的妻子说話，以及回答关于案件的问题。12月17日下午6时45分，他病情恶化，最终于7点半去世。塔克、宾利和切特的死亡，标志着案件是英国在和平时期警察死亡人数最多的案子。

## 调查

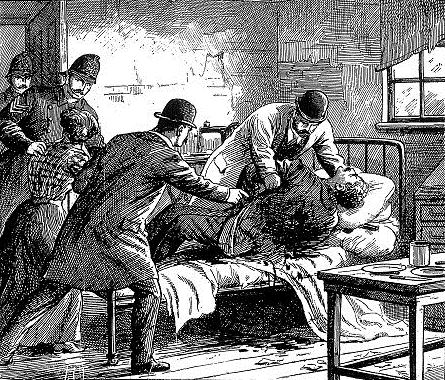
《警察新闻画刊》刊载的警方发现加尔斯坦尸体的情形。

遵照双方协议要求，伦敦警察局通知了伦敦警察厅，双方参与调查的警探都配备了左轮手枪。随后的调查对警方而言是莫大的挑战，英国警方和调查地区的大部分外国居民存在文化差异。警队没有说俄语、拉脱维亚语和意第绪语的人。
12月17日凌晨，由于加尔斯坦病情恶化，米尔斯坦和特拉松斯基越来越担心，他们派来当地的一名医生，说病人不小心被朋友打伤。医生认为子弹还在胸内，后来发现它碰到了心脏的右心室。医生想把加尔斯坦送往伦敦医院，被拒绝了。没有别的选择，医生卖给他们止痛药便离开了。当天早上9点，俄罗斯人过世。医生早上11点回来，发现了尸体。他没有听说交易大楼昨晚的事件，所以向验尸官，而不是警察报告了死亡。中午，验尸官向分区警探督察弗雷德里克·温斯利领导的当地警方报告了死亡，警方去葛洛夫街找到了尸体。进去的时候，特拉松斯基在隔壁房间，他匆忙烧钱时，立马被警方找到。她被带到旧犹太的警察总部。许多钱被找回，得以将嫌犯和东区，尤其是活跃在当地的无政府主义组织联系在一起。温斯利对白教堂地区非常熟悉，之后在整个调查过程中担任伦敦金融城警队的联络人。
加尔斯坦的遗体被转送到当地的一间太平间。洗过他的脸，梳理了他的头发，将他的眼睛睁开，警方拍了他的照片。照片和对帮助加尔斯坦从交易大楼逃脱的同案犯的描述，以俄文和英文印在询问当地人信息的海报上。约90名警探大力搜索东区，散布他们正在寻找的细节。当地的房东艾萨克·戈登（Isaac Gordon）报告了他的房客妮娜·瓦西列娃（Nina Vassilleva），她此前曾对他说自己曾住在交易大楼。温斯利怀疑这名女性，结果在她的房间找到无政府主义出版物，外加一张加尔斯坦的照片。公众和团伙的同事们开始提供信息，最终12月18日费德劳夫在家中被捕，12月22日杜波夫和彼得斯落入法网。

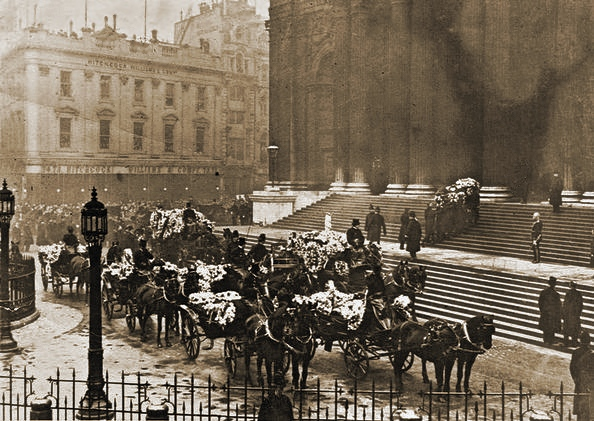
1910年12月23日，圣保罗大教堂为塔克、宾利和乔特举行追悼会。

12月22日，圣保罗大教堂为塔克、宾利和乔特举行公众追悼会。国王乔治五世特使爱德华·我林顿、丘吉尔和伦敦市市长出席。案件震惊伦敦市民，而追悼会证明他们的感受。大约1万人在圣保罗周边地区等候，当地众多企业关闭，以示尊重，临近的伦敦证券交易所暂停交易半小时，让交易员和员工们沿着针线街观看仪式。之后，棺材被送往13公里的陵墓，75万名民众在沿线夹道送别，向灵车扔花。
12月23日，主教门警察局举行身份指认仪式。被看到离开交易大楼的艾萨克·李维指认彼得斯和杜波夫，他曾看到两人驮着加尔斯坦。费德洛夫在事件中被人目睹一事也被确认。翌日，费德洛夫、彼得斯和杜波夫在市政厅警察法庭受审，被控涉嫌谋杀三名警察，密谋闯入珠宝店。三人不认罪。
12月27日，房东看到寻找加尔斯坦后通知警方。温斯利和他的同僚造访斯特普尼在金街的住所，搜获刀子、枪支、弹药、假护照和革命党出版物。两天后，市政厅警方法庭再度开庭。除费德洛夫、彼得斯和杜波夫外，米尔斯坦和特拉松斯基在场。由于部分报告英语水平较低，诉讼全程使用口译员。最终，案件延期到1911年1月6日审理。
1911年新年，俄罗斯犹太移民里昂·比翁（Léon Beron）的尸体在伦敦南部的克拉珀姆公地被找到。里昂被打成重伤，脸颊有两道长达两英寸的蛇形伤口。报章将这起案件和沟渠街与之后的案件联系起来，尽管当时理据并不充分。历史学家克拉克（F G Clarke）在事件的历史中找到另一名拉脱维亚的证词，这人声称比翁已经被杀害，这是因为比翁是负责传递情报的线人，而且打算将情报告诉他，比翁遇害是先发制人的行为，旨在吓唬当地人，让他们别泄露无政府主义者的消息。
加尔斯坦的海报并没有效果，新年过后，一名民众提供了斯瓦拉斯和索科洛夫的信息。这名线人告诉警方，两人藏在西德尼街100号，和索科洛夫的情人贝蒂·格顺（Betty Gershon）住在一起。线人被劝说前往该地点，证实两人仍在场。1月2日，警方召开会议商讨下一步对策。温斯利、伦敦警察厅高级成员威廉·诺特-鲍尔爵士和伦敦警察局局长出席会议。

## 围攻

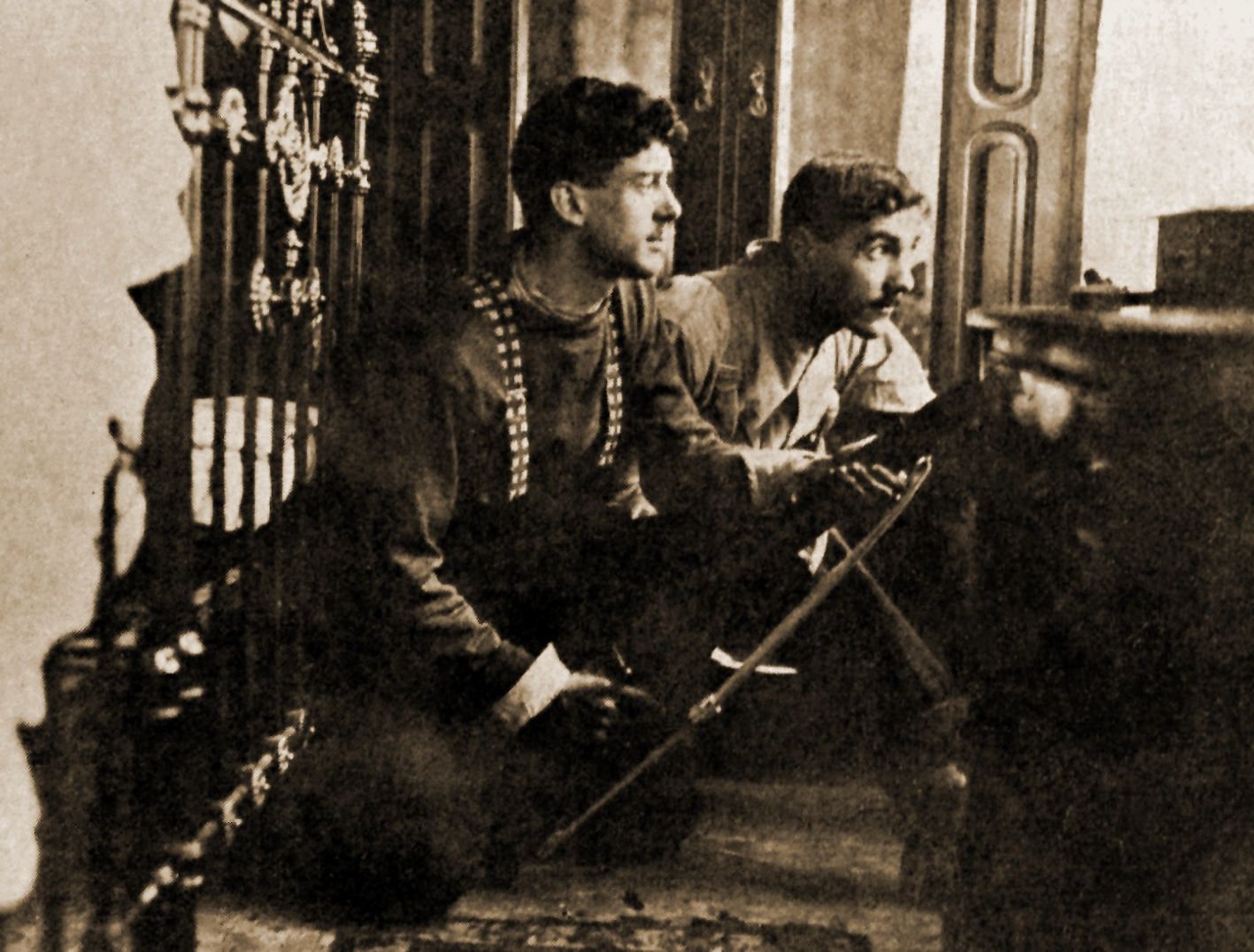
《伦敦新闻画报》写道：“西德尼街的现役苏格兰近卫团：两名男子从被围房屋正对面的卧室开枪。”

1月3日午夜过后，伦敦警察局和伦敦警察厅的200名警察封锁西德尼街100号临近地带。荷枪实弹的警察被安排在正对着100号的111号。整个晚上，街区的居民被唤醒和撤离。温斯利叫醒了100号地下室的住户，让他们去抓格顺，声称她的丈夫生病了要找她。格顺一到场，警方便把她抓到伦敦警察局总部，地下室住客也被撤离了。除了斯瓦拉斯和索科洛夫，100号目前没有居民，幸好两人似乎没被撤离行动惊醒。
根據法律和警察守則，警員不可主動開槍。而且建築物內的通道狭窄而且弯曲，警員無法接近疑犯。基於以上因素，警方决定等待到天明才展开行动。上午7点30分，一名警察敲響100号室的大门，但没人响应。警方隨後朝窗户扔石头以惊醒屋內的人。斯瓦拉斯和索科洛从窗口探出头，並向警方开枪。一名警長胸部中槍。受傷警長被及時帶離現場並送往伦敦醫院。警員开枪还击，但因射程及火力不足，無法壓制使用連發槍械的嫌犯。。
上午9点，两名疑犯似乎獲得火力更強的槍械及彈藥補給。現場指揮官穆尔范尼警司（Superintendent Mulvaney）和斯塔克总警司（Chief Superintendent Stark）聯絡斯格兰场的助理處长弗雷德里克·伍德豪斯（Frederick Wodehouse）要求增援。伍德豪斯致电内政部要求增援，内政部大臣丘吉尔指派驻扎在伦敦塔的苏格兰近卫团前往現場增援。这是伦敦警方首次要求军方增援。苏格兰近卫团的21名士兵于10点左右抵達現場，並占据街道两邊和对面房屋。隨後的戰況膠着。

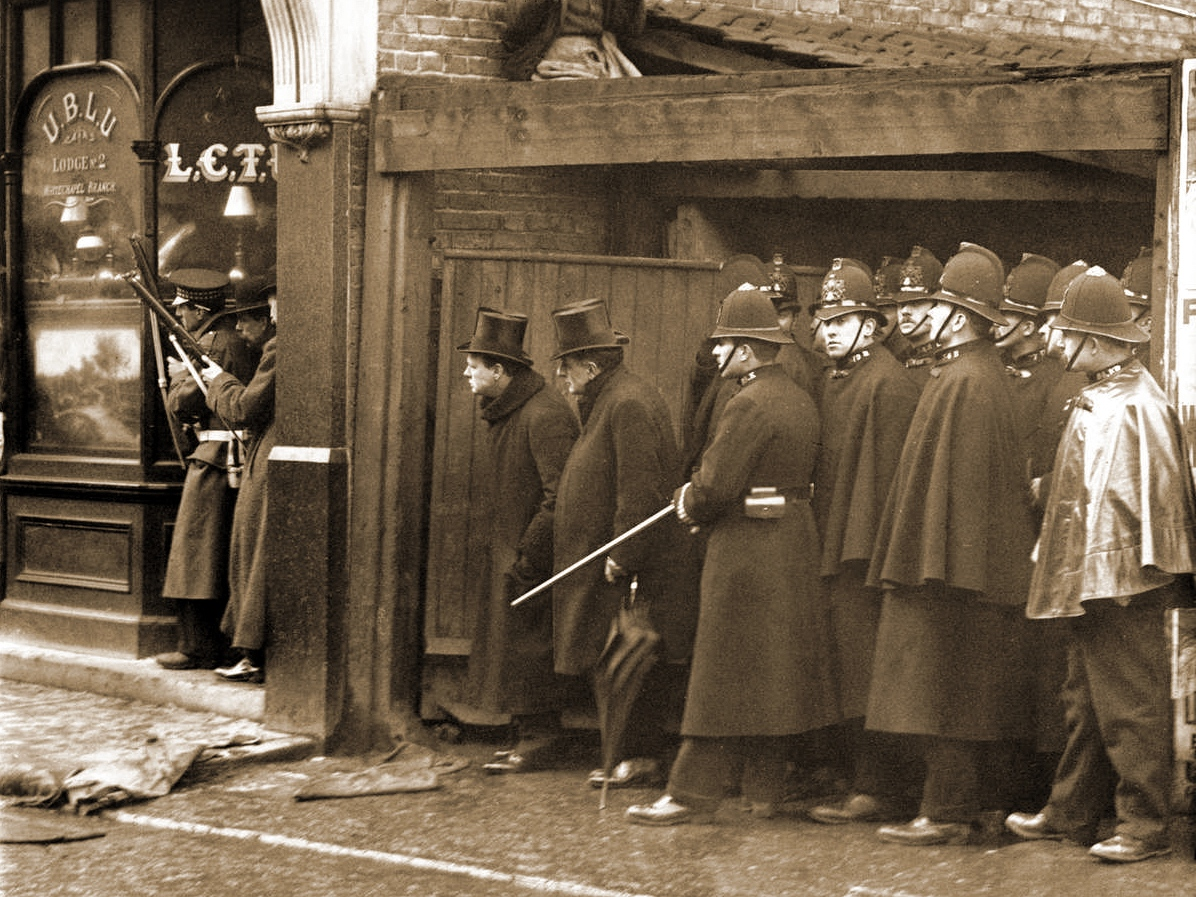
丘吉尔视察西德尼街现场。

11点50分，内政部大臣丘吉尔抵达现场。后来他认为人们不欢迎他，有人问：“让他们进来不？”，指自由党的移民政策让俄罗斯的难民涌入。丘吉尔在行动中的角色并不明确。他的传记作者保罗·爱迪生（Paul Addison）和罗伊·詹金斯（Roy Jenkins）都认为他没有指挥警方行动，但伦敦警察厅对事件历史记载表明西德尼街事件是“内政部长指挥警方作战的罕见案子”。丘吉尔在随后写给《泰晤士报》的信中澄清了他在场的角色：“我没有以任何方式干预现场警方的部署。我既没有推翻当局，也没有取代他们。由始至终，警方完全放开手做事......我没有派炮兵或工程师。我没有就他们该不该前往而作咨询。”
双方的交战于12点到12点半达到高潮，但到了12点50分，大楼的烟囱和二楼窗户冒烟，至于火灾是如何发生的，是意外所致还是有意为之，没人知道。大火逐渐蔓延，到1点半，大火难以扑灭，并蔓延到其他楼层。苏格兰近卫军派出第二支部队，带来了一支马克沁机枪。不久后，索科洛夫头探出窗外。他被一名士兵开枪打中，倒在屋内。在场的伦敦消防局高级官员要求扑灭大火，但遭到拒绝。他接触丘吉尔，要推翻这一决定，但内政大臣批准警方的决定。丘吉尔后来写道：“我當時作出干預以解決消防和警方之間的激烈爭議。我以内政大臣的身份指示消防，这间房子可以被烧毁，但他要做好准备防止火势蔓延。”

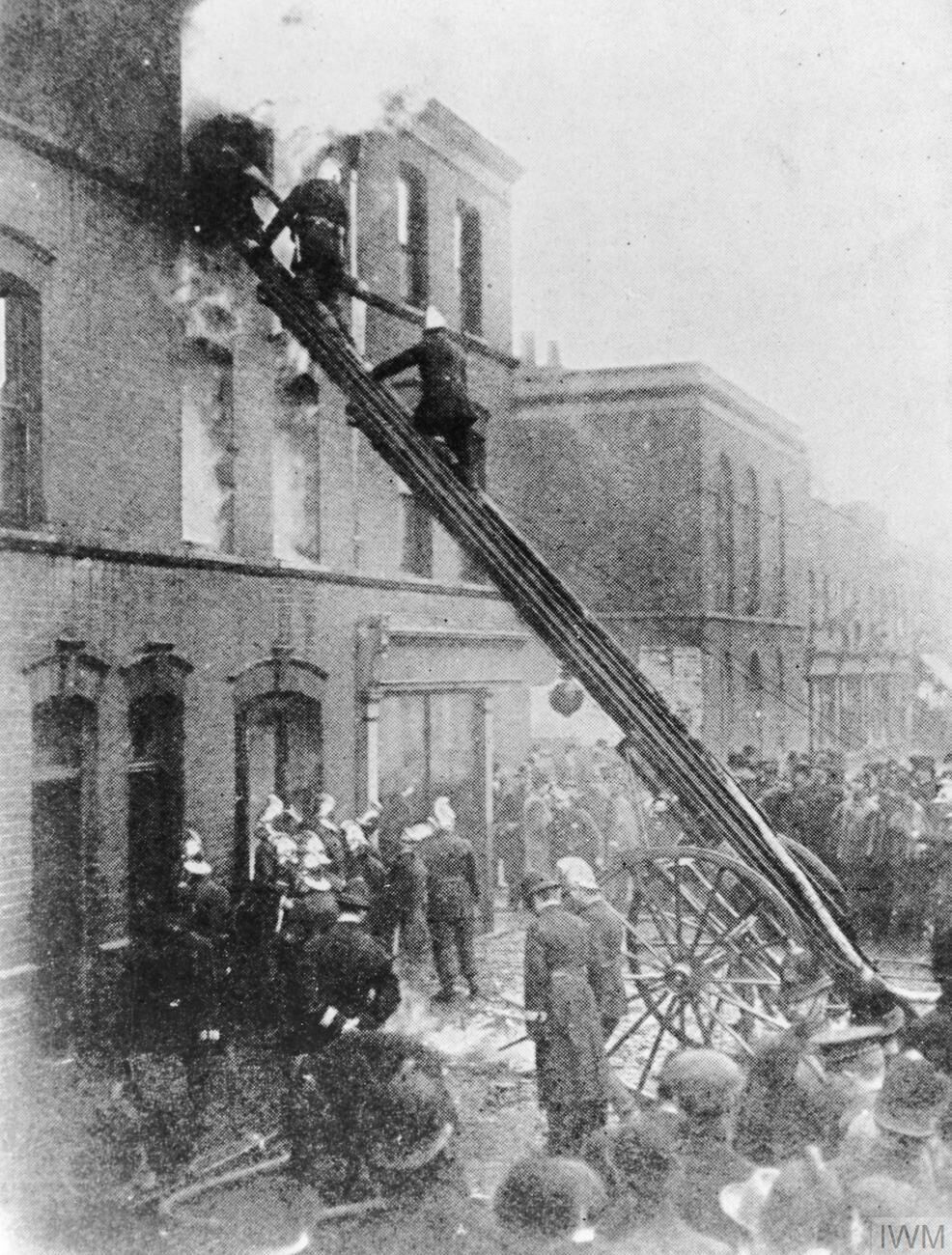
消防员在围攻行动尾声处理西德尼街100号的火情。

到下午2点半，房内的枪声停止。一名警探沿牆邊推進，並將門口推開然後撤退。其他警察和士兵馬上包圍大樓門口，以等待两名疑犯行出大門，但没人离开。這時屋顶部分倒塌，旁观者都清楚两名疑犯都死了。消防队获准扑灭火灾。2点40分，丘吉尔离开现场，皇家马兵炮兵带着两门13磅炮弹大炮到场。消防队进入大楼扑灭大火时，找到了索科洛夫的尸体。五名消防员被一面倒下的墙压倒，被送往医院。其中，消防隊長查尔斯·皮尔逊（Charles Pearson）头骨骨折，於六个月后不治身亡。消防员在大樓架設起臨時支撐後开始搜查该住所。晚上6点半左右，第二具尸体斯瓦拉斯被发现并送往太平间。

## 后续

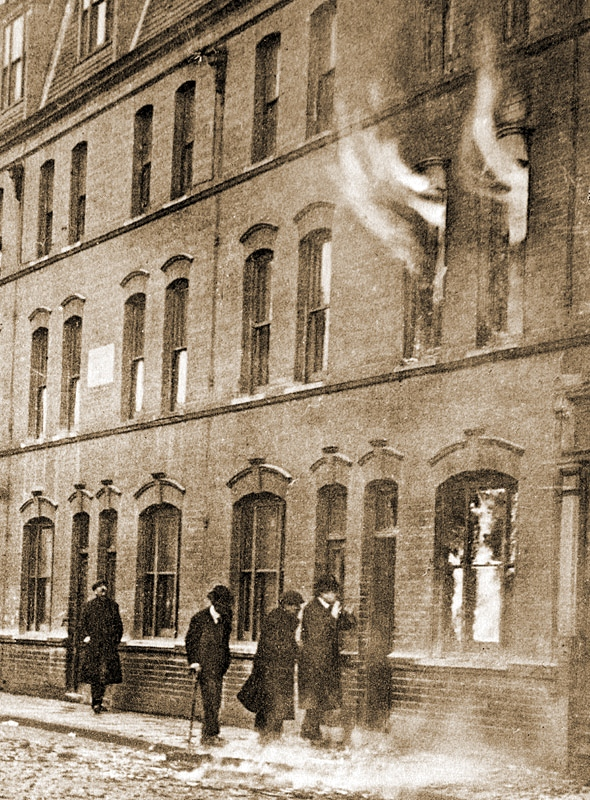
警探在围攻结束后视察西德尼街100号。

百代新闻社的镜头记录了围攻行动，这是他们最早期的报道之一，也是首个被摄录下来的围攻行动，其中包括丘吉尔在场的画面。新闻片在影院上映时，观众向丘吉尔抱以“开枪打他”的嘘声。他的在场对许多人来说是有争议的，反对党领袖阿瑟·贝尔福表示：“据我所知，他（丘吉尔）所处的位置，用军事术语来说就是所谓的火区，他和摄影师都在冒着生命危险。我清楚摄影师的职责，但这位尊敬的绅士又在做什么呢？我当时想不通，现在也不明白。”詹金斯认为他只是“忍不住要亲自去感受下这种乐趣”罢了。
1月，沟渠街和西德尼街谋杀案审讯举行。陪审团在十五分钟內得出结论，两具尸体屬於斯瓦拉斯和索科洛夫，而塔克、宾利和乔特是被加尔斯坦等人在盗窃期间杀害。罗森于2月2日在中哈克尼井街工作时被捕，霍夫曼于2月15日被拘留。收押程序从1910年12月米尔斯坦和特拉松斯基出现开始，到1911年3月结束，霍夫曼于2月15日入狱，期间举行了24场个人听证会。2月，米尔斯坦因为证据不足而被释放，霍夫曼、特拉松斯基和费德洛夫也因同样的原由于3月获释。
剩下的四名被捕的黑帮分子于5月在奧卑利接受格拉汉姆法官听证。杜波夫和彼得斯被控谋杀塔克，杜波夫、彼得斯、罗森和瓦西列娃被控“窝藏重罪谋杀犯，一致串通并同意，在其他人不知情的情形下闯入亨利·塞缪尔·哈里斯的商店，盗走他的货物”。由于被告言语不同且个人生活混乱，诉讼过程出现了问题，案件审讯持续了11天。最终，除了瓦西列娃被控密谋盗窃，其他人被判无罪。她被判处两年徒刑，但其定罪后来被上诉推翻。
《外国人法》饱受批评后，丘吉尔决定加强立法，根据十分钟规则提出《外国人（预防犯罪）法案》。议员乔舒亚·韦奇伍德表示反对，他致信丘吉尔，要求他不要引入强硬措施：“你和我都知道人们的生活和英国传统中对死亡的看法和离经叛道比起来，不值得一提。”该法案最终没有成为法律。

## 纪念
媒体批评警方火力不足。部分替代武器于1911年1月12日接受测试，最终伦敦警察厅在同年晚些时候，改用韦伯利&斯科特.32口径MP半自动手枪取代韦伯利左轮手枪。伦敦警察局也在1912年采用了同种武器。
事情结束后，团伙四散。再也没人见过或听闻画家彼得。据推测他离开了这个国家，几年后疑似多次被看到，但没有被证实。雅各布·彼得斯回到俄罗斯，升任俄罗斯秘密警察全俄肃清反革命及怠工非常委员会副主任，但于1938年约瑟夫·斯大林大清洗中被处决。特拉松斯基精神失常，在科尔尼哈奇疯人院囚禁过一段时间，她的最终命运和死亡日期不得而知。杜波夫、费德洛夫和霍夫曼之后没有纪录。瓦西列娃一生留在东区，于1963年在砖块巷去世。斯莫勒1911年离开该国，前往巴黎，之后不见踪影。米尔斯坦之后移居美国。
围攻行动是阿尔弗雷德·希区柯克电影《擒凶记》1934年原版最后一幕的灵感来源，整个故事在1960年电影《西德尼街之围》中被严重虚构化。行动也是F·奥顿1960年小说《西德尼街之围》和艾曼纽尔·利特维诺夫1973年小说《死亡季节》（A Death Out of Season）的灵感。
2008年9月，伦敦陶尔哈姆莱茨区自治市议会把西德尼街的两座塔楼命名为彼得之家（Peter House）和画家之家（Painter House）。画家彼得在事件中只发挥小作用，围攻时并不在场。楼外的铭牌称画家彼得是“反英雄”。然而这个决定激怒了大都会警察联盟，委员会发言人表示：“没有证据表明画家彼得杀害了三名警察，所以我们知道我们并不是以一名杀人犯的名字命名这个街区......但他是与围攻行动及西德尼街有关联的东区人。”2010年12月，在沟渠街事件一百周年纪念会上，三名遇害警察的纪念牌匾在案发地附近揭幕。三个星期后，在围攻行动周年纪念仪式上，纪念死于建筑物倒塌的消防员皮尔逊的牌匾揭幕。

## 脚注与参考资料

### 脚注
1. ↑  其时拉脱维亚是俄罗斯帝国一部分[14]。
2. ↑  他使用多个别名，包括施腾、斯特劳梅、马卡洛夫和杜德金[4]。
3. ↑  10号由罗马尼亚商人米哈伊尔·希利斯特姆租用，他在附近的圣玛丽斧街（英语：St Mary Axe）73号有办公室。为了宣传他获得专利的游戏，希利斯特姆雇佣女孩在他办公室的窗户上玩这个游戏，蜂拥而至的围观人群堵塞了路面，警方阻止了演示。对他的遭遇感到厌恶的希利斯特姆于12月12日前往巴黎[40]。
4. ↑  入室行窃发生在犹太安息日，意味着街道比平时安静，团伙产生的噪音更加明显[41][42]。
5. ↑  这名警長是警長Leeson，他於事後完全康复[90]。
6. ↑  后来有报道指丘吉尔的高顶礼帽被一枚子弹穿上，而这其实是杜撰的，官方记录和丘吉尔关于围攻的证词都没有提到这件事[101]。